# Ulrich Forte
Ulrich Massimo Forte detto Uli (Zurigo, 30 aprile 1974) è un allenatore di calcio ed ex calciatore svizzero con cittadinanza italiana, di ruolo difensore, tecnico del Winterthur.

## Biografia
Forte è nato e cresciuto a Zurigo da genitori originari del comune italiano di Montano Antilia, in provincia di Salerno. Ha frequentato gli studi di scuola media a Brüttisellen e Dietlikon, per poi diplomarsi al liceo linguistico di Winterthur e conseguire la laurea in economia all'università di Zurigo. In virtù delle sue origini, si professa tifoso del Napoli.

## Carriera

### Giocatore
La sua carriera da giocatore inizia nel 1991 con il Brüttisellen, dove rimane per tre stagioni, passando dalle giovanili alla prima squadra. Nell'estate del 1994 si trasferisce al Red Star, in cui milita per cinque stagioni. Nella stagione 1999-2000 torna a giocare in Prima Lega con il Kriens, dove rimane per tre anni.

### Allenatore

#### Red Star Zurigo
Nella primavera del 2002 inizia la carriera di allenatore (giocatore-allenatore) in Seconda Lega alla guida del Red Star, con cui centra subito la promozione in Prima Lega. Nelle tre stagioni successive la squadra manca la promozione in Challenge League solo per aver perso i play-off.

#### Wil
Nell'estate 2006 riceve un'offerta dal Wil 1900 e per la prima volta entra nel calcio professionistico. Nella prima stagione in Challenge League raggiunge l'8º posto in campionato e le semifinali della Coppa Svizzera, perdendo contro il Basilea (squadra che poi si aggiudica il trofeo). Il Wil viene poi premiato durante la "Notte del calcio svizzero", a Berna, con il riconoscimento Team Cup Swisscom of the Year 2007. Sempre alla guida del Wil, nella stagione 2007-2008, raggiunge il 3º posto della classifica, mancando di soli due punti la promozione diretta in Super League e di un solo punto lo spareggio.

#### San Gallo
Nella stagione 2008-2009 firma per il San Gallo, compagine appena retrocessa, e riporta subito la squadra in Super League, grazie ad una stagione di tutto rispetto: 25 vittorie, 3 pareggi e solo 2 sconfitte. Con un contratto in scadenza nel giugno 2012, fila tutto liscio fino alla sconfitta del 27 febbraio 2011 in casa contro il Thun, quando arriva l'esonero. La sua permanenza a San Gallo dura mille giorni esatti.

#### Grasshopper
Il 16 aprile 2012 firma un contratto con il Grasshopper. Porta la squadra zurighese alla vittoria in Coppa Svizzera, nella finale del 20 maggio 2013 contro il Basilea (1-1), che è battuto ai tiri di rigore (4-3). Si tratta del primo trofeo in dieci anni per le cavallette, la prima coppa dal 1994.

#### Young Boys
Il 1º giugno 2013 firma un contratto triennale con lo Young Boys. Il 6 agosto 2015 è esonerato dal club bernese dopo la mancata qualificazione alla UEFA Champions League.

#### Zurigo
Il 13 maggio 2016 è chiamato alla guida dello Zurigo per le ultime tre partite stagionali al posto dell'esonerato Sami Hyypiä; pur non riuscendo ad evitare la retrocessione dei biancazzurri in Challenge League, il 29 maggio 2016 riesce a vincere la Coppa Svizzera battendo il Lugano per 1-0. Confermato anche per la stagione successiva, guida lo Zurigo alla vittoria del campionato di seconda serie e all'immediata risalita in Super League. L'esperienza allo Zurigo si chiude il 20 febbraio 2018 con l'esonero.

#### Ritorno al Grasshopper
Il 9 aprile 2019 si accorda con il Grasshopper, facendo ritorno sulla panchina della squadra dopo quasi sei anni. Non riesce ad evitare la retrocessione in Challenge League, dove la squadra cade dopo 68 anni. Rimane in carica anche per la stagione successiva.

## Statistiche

### Statistiche da allenatore
Statistiche aggiornate al 2 aprile 2025.
| Stagione               | Squadra                | Campionato             | Campionato | Campionato | Campionato | Campionato | Coppe nazionali | Coppe nazionali | Coppe nazionali | Coppe nazionali | Coppe nazionali | Coppe continentali | Coppe continentali | Coppe continentali | Coppe continentali | Coppe continentali | Altre coppe | Altre coppe | Altre coppe | Altre coppe | Altre coppe | Totale | Totale | Totale | Totale | % Vittorie | Piazzamento       |
| Stagione               | Squadra                | Comp                   | G          | V          | N          | P          | Comp            | G               | V               | N               | P               | Comp               | G                  | V                  | N                  | P                  | Comp        | G           | V           | N           | P           | G      | V      | N      | P      | %          | Piazzamento       |
| ---------------------- | ---------------------- | ---------------------- | ---------- | ---------- | ---------- | ---------- | --------------- | --------------- | --------------- | --------------- | --------------- | ------------------ | ------------------ | ------------------ | ------------------ | ------------------ | ----------- | ----------- | ----------- | ----------- | ----------- | ------ | ------ | ------ | ------ | ---------- | ----------------- |
| 2002-2003              | Red Star Zurigo        | 2L                     | 26         | 18         | 4          | 4          |                 |                 |                 |                 |                 |                    |                    |                    |                    |                    |             |             |             |             |             | 26     | 18     | 4      | 4      | 69,23      | 2º (prom.)        |
| 2003-2004              | Red Star Zurigo        | PL                     | 30         | 14         | 6          | 10         |                 |                 |                 |                 |                 |                    |                    |                    |                    |                    |             |             |             |             |             | 30     | 14     | 6      | 10     | 46,67      | 5º                |
| 2004-2005              | Red Star Zurigo        | PL                     | 30+4       | 14+2       | 9+0        | 7+2        |                 |                 |                 |                 |                 |                    |                    |                    |                    |                    |             |             |             |             |             | 34     | 16     | 9      | 9      | 47,06      | 3º                |
| 2005-2006              | Red Star Zurigo        | PL                     | 30+2       | 16+1       | 8+0        | 6+1        |                 |                 |                 |                 |                 |                    |                    |                    |                    |                    |             |             |             |             |             | 32     | 17     | 8      | 7      | 53,13      | 2º                |
| Totale Red Star Zurigo | Totale Red Star Zurigo | Totale Red Star Zurigo | 122        | 65         | 27         | 30         |                 |                 |                 |                 |                 |                    |                    |                    |                    |                    |             |             |             |             |             | 122    | 65     | 27     | 30     | 53,28      |                   |
| 2006-2007              | Wil                    | CL                     | 34         | 12         | 10         | 12         | CS              | 5               | 2               | 2               | 1               |                    |                    |                    |                    |                    |             |             |             |             |             | 39     | 14     | 12     | 13     | 35,90      | 8º                |
| 2007-2008              | Wil                    | CL                     | 34         | 20         | 8          | 6          | CS              | 2               | 1               | 0               | 1               |                    |                    |                    |                    |                    |             |             |             |             |             | 36     | 21     | 8      | 7      | 58,33      | 3º                |
| Totale Wil             | Totale Wil             | Totale Wil             | 68         | 32         | 18         | 18         |                 | 7               | 3               | 2               | 2               |                    |                    |                    |                    |                    |             |             |             |             |             | 75     | 35     | 20     | 20     | 46,67      |                   |
| 2008-2009              | San Gallo              | CL                     | 30         | 25         | 3          | 2          | CS              | 4               | 3               | 0               | 1               |                    |                    |                    |                    |                    |             |             |             |             |             | 34     | 28     | 3      | 3      | 82,35      | 1º                |
| 2009-2010              | San Gallo              | SL                     | 36         | 13         | 7          | 16         | CS              | 5               | 4               | 0               | 1               |                    |                    |                    |                    |                    |             |             |             |             |             | 41     | 17     | 7      | 17     | 41,46      | 6º                |
| 2010-feb. 2011         | San Gallo              | SL                     | 22         | 5          | 2          | 15         | CS              | 3               | 2               | 0               | 1               |                    |                    |                    |                    |                    |             |             |             |             |             | 25     | 7      | 2      | 16     | 28,00      | Es.               |
| Totale San Gallo       | Totale San Gallo       | Totale San Gallo       | 88         | 43         | 12         | 33         |                 | 12              | 9               | 0               | 3               |                    |                    |                    |                    |                    |             |             |             |             |             | 100    | 52     | 12     | 36     | 52,00      |                   |
| apr.-giu. 2012         | Grasshoppers           | SL                     | 7          | 0          | 2          | 5          | CS              |                 |                 |                 |                 |                    |                    |                    |                    |                    |             |             |             |             |             | 7      | 0      | 2      | 5      | &0,00      | Sub., 8º          |
| 2012-2013              | Grasshoppers           | SL                     | 36         | 20         | 9          | 7          | CS              | 6               | 4               | 2               | 0               |                    |                    |                    |                    |                    |             |             |             |             |             | 42     | 24     | 11     | 7      | 57,14      | 2º                |
| 2013-2014              | Young Boys             | SL                     | 36         | 17         | 8          | 11         | CS              | 3               | 2               | 0               | 1               |                    |                    |                    |                    |                    |             |             |             |             |             | 39     | 19     | 8      | 12     | 48,72      | 3º                |
| 2014-2015              | Young Boys             | SL                     | 36         | 19         | 9          | 8          | CS              | 2               | 1               | 0               | 1               | UEL                | 12                 | 7                  | 1                  | 4                  |             |             |             |             |             | 50     | 27     | 10     | 13     | 54,00      | 2º                |
| ago. 2015              | Young Boys             | SL                     | 3          | 0          | 3          | 0          | CS              |                 |                 |                 |                 | UCL                | 2                  | 0                  | 0                  | 2                  |             |             |             |             |             | 5      | 0      | 3      | 2      | &0,00      | Es.               |
| Totale Young Boys      | Totale Young Boys      | Totale Young Boys      | 75         | 36         | 20         | 19         |                 | 5               | 3               | 0               | 2               |                    | 14                 | 7                  | 1                  | 6                  |             |             |             |             |             | 94     | 46     | 21     | 27     | 48,94      |                   |
| mag.-giu. 2016         | Zurigo                 | SL                     | 3          | 1          | 1          | 1          | CS              | 1               | 1               | 0               | 0               |                    |                    |                    |                    |                    |             |             |             |             |             | 4      | 2      | 1      | 1      | 50,00      | Sub., 10º (retr.) |
| 2016-2017              | Zurigo                 | CL                     | 36         | 26         | 7          | 3          | CS              | 4               | 3               | 0               | 1               | UEL                | 6                  | 1                  | 3                  | 2                  |             |             |             |             |             | 46     | 30     | 10     | 6      | 65,22      | 1º                |
| 2017-feb. 2018         | Zurigo                 | SL                     | 22         | 8          | 8          | 6          | CS              | 4               | 4               | 0               | 0               |                    |                    |                    |                    |                    |             |             |             |             |             | 26     | 12     | 8      | 6      | 46,15      | Es.               |
| Totale Zurigo          | Totale Zurigo          | Totale Zurigo          | 61         | 35         | 16         | 10         |                 | 9               | 8               | 0               | 1               |                    | 6                  | 1                  | 3                  | 2                  |             |             |             |             |             | 76     | 44     | 19     | 13     | 57,89      |                   |
| apr.-giu. 2019         | Grasshoppers           | SL                     | 8          | 0          | 4          | 4          | CS              |                 |                 |                 |                 |                    |                    |                    |                    |                    |             |             |             |             |             | 8      | 0      | 4      | 4      | &0,00      | Sub., 10º (retr.) |
| 2019-2020              | Grasshoppers           | CL                     | 21         | 9          | 7          | 5          | CS              | 3               | 2               | 0               | 1               |                    |                    |                    |                    |                    |             |             |             |             |             | 24     | 11     | 7      | 6      | 45,83      | Es.               |
| Totale Grasshoppers    | Totale Grasshoppers    | Totale Grasshoppers    | 72         | 29         | 22         | 21         |                 | 9               | 6               | 2               | 1               |                    |                    |                    |                    |                    |             |             |             |             |             | 81     | 35     | 24     | 21     | 43,21      |                   |
| 2021-2022              | Yverdon                | CL                     | 33         | 11         | 11         | 11         | CS              | 4               | 2               | 1               | 1               |                    |                    |                    |                    |                    |             |             |             |             |             | 37     | 13     | 12     | 12     | 35,14      | Sub., 8º          |
| lug.-sett.2022         | Arminia Bielefeld      | 2BL                    | 4          | 0          | 0          | 4          | CG              | 1               | 1               | 0               | 0               |                    |                    |                    |                    |                    |             |             |             |             |             | 5      | 1      | 0      | 4      | 20,00      | Es.               |
| apr.-giu. 2023         | Neuchâtel Xamax        | CL                     | 6+2        | 1+2        | 2+0        | 3+0        | CS              | -               | -               | -               | -               |                    |                    |                    |                    |                    |             |             |             |             |             | 8      | 3      | 2      | 3      | 37,50      | Sub., 10º         |
| 2023-2024              | Neuchâtel Xamax        | CL                     | 36         | 11         | 16         | 9          | CS              | 2               | 1               | 0               | 1               |                    |                    |                    |                    |                    |             |             |             |             |             | 38     | 12     | 16     | 10     | 31,58      | 4°                |
| lug.-dic. 2024         | Neuchâtel Xamax        | CL                     | 18         | 8          | 1          | 9          | CS              | 1               | 0               | 0               | 1               |                    |                    |                    |                    |                    |             |             |             |             |             | 19     | 8      | 1      | 10     | 42,11      | Risoluz.          |
| Totale Neuchâtel Xamax | Totale Neuchâtel Xamax | Totale Neuchâtel Xamax | 62         | 22         | 19         | 21         |                 | 3               | 1               | 0               | 2               |                    |                    |                    |                    |                    |             |             |             |             |             | 65     | 23     | 19     | 23     | 35,38      |                   |
| gen.-giu. 2025         | Winterthur             | SL                     | 20         | 8          | 3          | 9          | CS              | -               | -               | -               | -               |                    |                    |                    |                    |                    |             |             |             |             |             | 20     | 8      | 3      | 9      | 40,00      | Sub. 11°          |
| Totale carriera        | Totale carriera        | Totale carriera        | 605        | 281        | 148        | 176        |                 | 50              | 33              | 5               | 12              |                    | 20                 | 8                  | 4                  | 8                  |             |             |             |             |             | 675    | 322    | 157    | 196    | 47,70      |                   |

## Palmarès

### Allenatore

#### Club

##### Competizioni nazionali
- Seconda Lega: 1

Red Star Zurigo: 2002-2003
- Challenge League: 2

San Gallo: 2008-2009
Zurigo: 2016-2017
- Coppa Svizzera: 2

Grasshoppers: 2012-2013
Zurigo: 2015-2016